# Grande Prêmio da Itália de 1978
Resultados do Grande Prêmio da Itália de Fórmula 1 realizado em Monza em 10 de setembro de 1978. Décima quarta etapa do campeonato, foi vencido pelo austríaco Niki Lauda, que subiu ao pódio junto a John Watson numa dobradinha da Brabham-Alfa Romeo, com Carlos Reutemann em terceiro pela Ferrari. O resultado da corrida foi conhecido após um recurso à direção de prova, marcada pelo acidente que vitimou Ronnie Peterson, cuja morte ofuscou o título mundial conquistado por Mario Andretti, seu companheiro de equipe na Lotus-Ford.

## Resumo

### Lotus: tranquilidade campeã
Campeã mundial de construtores nos Países Baixos, a Lotus fez de seu sétimo título na categoria, o salvo-conduto necessário para decidir o mundial de pilotos a seu modo, sobretudo pela vantagem de 12 pontos de Mario Andretti sobre Ronnie Peterson e a proibição contratual do sueco de ultrapassar seu companheiro de equipe. Nos treinos, o norte-americano conseguiu a pole position dividindo fila com Gilles Villeneuve, para a alegria da Ferrari, enquanto Jean-Pierre Jabouille fez valer a força de sua Renault e ficou em terceiro, adiante da Brabham de Niki Lauda, cabendo a Ronnie Peterson a vizinhança da Williams de Alan Jones. Dentre os italianos inscritos para a contenda, o melhor colocado foi Riccardo Patrese, décimo segundo lugar com a Arrows, e dentre os não classificados estavam o milionário mexicano Héctor Rebaque e o italiano Carlo Franchi. O primeiro dirigia um Lotus 78 pertencente à sua própria equipe, a Rebaque, enquanto Carlo Franchi (mais conhecido como "Gimax") estava a bordo de uma Surtees.
Vítima de uma falha no freio traseiro, Ronnie Peterson bateu seu Lotus 79/3 na chicane Della Roggia durante o warmup na manhã de domingo, obrigando-o a utilizar o Lotus 78 reserva para a corrida, o que acabou sendo parte dos dramáticos eventos posteriores.

### Acidente de Ronnie Peterson

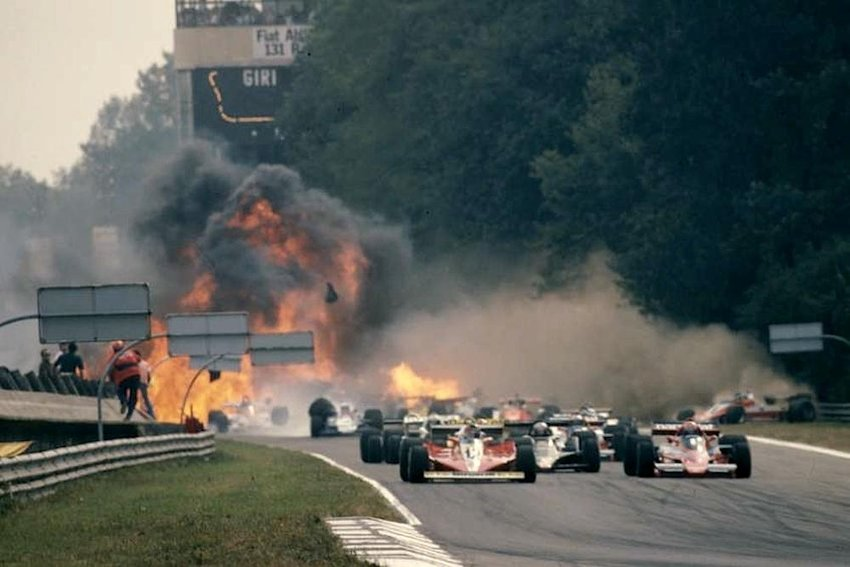
Ronnie Peterson faleceu após um acidente na largada em Monza

A corrida começou às 10:30 pelo Horário de Brasília. Na volta de aquecimento, Patrick Tambay foi aos boxes para examinar sua caixa de câmbio. O diretor da prova, Gianni Restelli, acionou o sinal verde quando parte dos carros estavam alinhados do grid e outros em movimento. Logo as máquinas afunilaram-se na altura da chicane, com pouco espaço para manobrar. James Hunt foi ultrapassado pelo lado direito por Riccardo Patrese e o britânico instintivamente virou para a esquerda e bateu na roda traseira direita do carro de Peterson, com Vittorio Brambilla, Hans-Joachim Stuck, Patrick Depailler, Didier Pironi, Derek Daly, Clay Regazzoni e Brett Lunger atingidos em meio ao caos. O Lotus de Peterson bateu forte na mureta e explodiu. Preso nas ferragens, ele foi resgatado por Hunt, Regazzoni e Depailler. Arrastado e colocado no meio da pista, o sueco estava consciente e havia sofrido queimaduras leves, mas com graves lesões nas pernas. Vinte minutos passaram até que os médicos chegassem ao local, e nesse ínterim os bombeiros retiraram Brambilla de seu carro, constatando que o piloto da Surtees foi atingido por uma roda solta, sofreu uma fratura craniana e ficou inconsciente. Tanto o italiano quanto Peterson foram levados de ambulância ao Niguarda, hospital nas cercanias de Milão.

### Outras informações
- Mario Andretti e Gilles Villeneuve acabaram a prova respectivamente em primeiro e segundo lugar, mas receberam, cada um, um minuto de penalidade no tempo final de corrida, por queimarem a largada.
- Devido ao grande tempo necessário após o grave acidente ocorrido a primeira volta para limpar a pista, a prova teve apenas 40 voltas, em vez das 52 previstas.
- O início da prova sofreu longo atraso pois, na formação do grid para o reinício da corrida, o piloto Jody Scheckter perdeu a roda do carro e bateu forte. Por sorte, o piloto saíu sem maiores complicações do local do acidente, mas as barreiras de pneus onde ele se chocou ficaram completamente destruídas. Um outro grande atraso decorreu da reorganização destas barreiras, e a corrida somente reiniciou por volta das 6 horas da tarde (18 horas), horário local.
- Foi exatamente nesta corrida que estreou na F-1 o semáforo, em substituição ao antigo método de largada em que se baixava uma bandeira com as cores do país-sede do GP.
- No entanto, o diretor da prova, Gianni Restelli, atrapalhou-se com a novidade: antes que os carros das últimas filas do grid houvessem parado, foi acionada a luz verde. Os pilotos que vinham de trás, portanto, arrancaram em maior velocidade, o que fez com que todos os carros chegassem juntos ao ponto em que a reta se estreitava antes da Chicane Goodyear. Alguns carros se tocaram, e o Lotus de Ronnie Peterson foi jogado para fora da pista, de encontro ao guard-rail. O choque danificou seriamente a parte dianteira do Lotus e rompeu os tanques de combustível, causando um grande incêndio. Peterson foi tirado do carro com graves ferimentos nas pernas, por bombeiros e outros pilotos, e foi internado. Os primeiros procedimentos médicos no atendimento incluíram a amputação do pé esquerdo do piloto. No dia seguinte, ele faleceu, vítima de embolia causada pelas fraturas.
- Nas entrevistas dos pilotos após a prova, o inglês James Hunt declarou que, pelo som que emitia no momento da largada, o antigo Lotus reserva que Peterson estava usando parecia ter problemas e não acelerar devidamente, o que teria contribuído para o desastre. No mesmo acidente foi seriamente ferido o piloto italiano Vittorio Brambilla, atingido na cabeça por uma roda solta de um dos carros envolvidos (provavelmente de Schekter), e alguns meses depois outro piloto italiano, Riccardo Patrese, foi colocado em sursis pela FIA, sob a acusação de ter sido elemento culposo do acidente. Por conta da confusão ocorrida com o uso do semáforo no GP da Itália, determinou-se que a largada só poderia ser dada depois que um fiscal atravessasse o grid com uma bandeira na mão, sinalizando que todos os carros haviam parado.

## Classificação da prova

### Pré-classificação
| Pos. | Piloto          | Construtor    | Tempo   |
| ---- | --------------- | ------------- | ------- |
| 1    | Héctor Rebaque  | Lotus-Ford    | 1:39.88 |
| 2    | Nelson Piquet   | McLaren-Ford  | 1:40.11 |
| 3    | Brett Lunger    | McLaren-Ford  | 1:40.24 |
| 4    | Harald Ertl     | Ensign-Ford   | 1:40.27 |
| 5    | Keke Rosberg    | Wolf-Ford     | 1:40.75 |
| 6    | Rolf Stommelen  | Arrows-Ford   | 1:40.93 |
| 7    | Alberto Colombo | Merzario-Ford | 1:42.55 |

### Treinos oficiais
| Pos.    | Piloto                | Construtor         | Tempo    | Diferença |
| ------- | --------------------- | ------------------ | -------- | --------- |
| 1       | Mario Andretti        | Lotus-Ford         | 1:37.520 | —         |
| 2       | Gilles Villeneuve     | Ferrari            | 1:37.866 | + 0.346   |
| 3       | Jean-Pierre Jabouille | Renault            | 1:37.930 | + 0.410   |
| 4       | Niki Lauda            | Brabham-Alfa Romeo | 1:38.215 | + 0.695   |
| 5       | Ronnie Peterson       | Lotus-Ford         | 1:38.256 | + 0.736   |
| 6       | Alan Jones            | Williams-Ford      | 1:38.271 | + 0.751   |
| 7       | John Watson           | Brabham-Alfa Romeo | 1:38.610 | + 1.090   |
| 8       | Jacques Laffite       | Ligier-Matra       | 1:38.917 | 8         |
| 9       | Jody Scheckter        | Wolf-Ford          | 1:38.937 | 9         |
| 10      | James Hunt            | McLaren-Ford       | 1:38.938 | 10        |
| 11      | Carlos Reutemann      | Ferrari            | 1:38.959 | 11        |
| 12      | Riccardo Patrese      | Arrows-Ford        | 1:39.179 | 12        |
| 13      | Emerson Fittipaldi    | Fittipaldi-Ford    | 1:39.421 | 13        |
| 14      | Didier Pironi         | Tyrrell-Ford       | 1:39.531 | 14        |
| 15      | Clay Regazzoni        | Shadow-Ford        | 1:39.621 | 15        |
| 16      | Patrick Depailler     | Tyrrell-Ford       | 1:39.630 | 16        |
| 17      | Hans-Joachim Stuck    | Shadow-Ford        | 1:39.701 | 17        |
| 18      | Derek Daly            | Ensign-Ford        | 1:40.075 | 18        |
| 19      | Patrick Tambay        | McLaren-Ford       | 1:40.163 | 19        |
| 20      | Bruno Giacomelli      | McLaren-Ford       | 1:40.199 | 20        |
| 21      | Brett Lunger          | McLaren-Ford       | 1:40.302 | 21        |
| 22      | Arturo Merzario       | Merzario-Ford      | 1:40.702 | 22        |
| 23      | Vittorio Brambilla    | Surtees-Ford       | 1:40.805 | 23        |
| 24      | Nelson Piquet         | McLaren-Ford       | 1:40.846 | 24        |
| 25      | Héctor Rebaque        | Lotus-Ford         | 1:41.063 |           |
| 26      | Harald Ertl           | ATS-Ford           | 1:41.185 |           |
| 27      | Michael Bleekemolen   | ATS-Ford           | 1:41.408 |           |
| 28      | Carlo Franchi         | Surtees-Ford       | 1:41.677 |           |
| Fontes: |                       |                    |          |           |

### Corrida
| Pos.    | Nº | Piloto                | Construtor         | Voltas | Tempo/Diferença | Grid | Pontos |
| ------- | -- | --------------------- | ------------------ | ------ | --------------- | ---- | ------ |
| 1       | 1  | Niki Lauda            | Brabham-Alfa Romeo | 40     | 1:07:04.54      | 4    | 9      |
| 2       | 2  | John Watson           | Brabham-Alfa Romeo | 40     | + 1.48          | 7    | 6      |
| 3       | 11 | Carlos Reutemann      | Ferrari            | 40     | + 20.47         | 11   | 4      |
| 4       | 26 | Jacques Laffite       | Ligier-Matra       | 40     | + 37.53         | 8    | 3      |
| 5       | 8  | Patrick Tambay        | McLaren-Ford       | 40     | + 40.39         | 19   | 2      |
| 6       | 5  | Mario Andretti        | Lotus-Ford         | 40     | + 46.33         | 1    | 1      |
| 7       | 12 | Gilles Villeneuve     | Ferrari            | 40     | + 48.48         | 2    |        |
| 8       | 14 | Emerson Fittipaldi    | Fittipaldi-Ford    | 40     | + 55.24         | 13   |        |
| 9       | 29 | Nelson Piquet         | McLaren-Ford       | 40     | +1:06.83        | 24   |        |
| 10      | 22 | Derek Daly            | Ensign-Ford        | 40     | +1:09.11        | 18   |        |
| 11      | 4  | Patrick Depailler     | Tyrrell-Ford       | 40     | +1:16.57        | 16   |        |
| 12      | 20 | Jody Scheckter        | Wolf-Ford          | 39     | + 1 volta       | 9    |        |
| 13      | 27 | Alan Jones            | Williams-Ford      | 39     | + 1 volta       | 6    |        |
| 14      | 33 | Bruno Giacomelli      | McLaren-Ford       | 39     | + 1 volta       | 20   |        |
| NC      | 17 | Clay Regazzoni        | Shadow-Ford        | 33     | + 7 voltas      | 15   |        |
| Ret     | 35 | Riccardo Patrese      | Arrows-Ford        | 28     | Motor           | 12   |        |
| Ret     | 7  | James Hunt            | McLaren-Ford       | 19     | Distribuidor    | 10   |        |
| Ret     | 37 | Arturo Merzario       | Merzario-Ford      | 14     | Motor           | 22   |        |
| Ret     | 15 | Jean-Pierre Jabouille | Renault            | 6      | Motor           | 3    |        |
| Ret     | 6  | Ronnie Peterson       | Lotus-Ford         | 0      | Acidente fatal  | 5    |        |
| Ret     | 3  | Didier Pironi         | Tyrrell-Ford       | 0      | Acidente        | 14   |        |
| Ret     | 16 | Hans-Joachim Stuck    | Shadow-Ford        | 0      | Acidente        | 17   |        |
| Ret     | 30 | Brett Lunger          | McLaren-Ford       | 0      | Acidente        | 21   |        |
| Ret     | 19 | Vittorio Brambilla    | Surtees-Ford       | 0      | Acidente        | 23   |        |
| DNQ     | 25 | Hector Rebaque        | Lotus-Ford         |        |                 |      |        |
| DNQ     | 10 | Harald Ertl           | ATS-Ford           |        |                 |      |        |
| DNQ     | 9  | Michael Bleekemolen   | ATS-Ford           |        |                 |      |        |
| DNQ     | 18 | Carlo Franchi         | Surtees-Ford       |        |                 |      |        |
| DNPQ    | 23 | Harald Ertl           | Ensign-Ford        |        |                 |      |        |
| DNPQ    | 32 | Keke Rosberg          | Wolf-Ford          |        |                 |      |        |
| DNPQ    | 36 | Rolf Stommelen        | Arrows-Ford        |        |                 |      |        |
| DNPQ    | 38 | Alberto Colombo       | Merzario-Ford      |        |                 |      |        |
| Fontes: |    |                       |                    |        |                 |      |        |

## Tabela do campeonato após a corrida
| Pos.    | Piloto            | Pontos |
| ------- | ----------------- | ------ |
| 1       | Mario Andretti    | 64     |
| 2       | Ronnie Peterson   | 51     |
| 3       | Niki Lauda        | 44     |
| 4       | Carlos Reutemann  | 35     |
| 5       | Patrick Depailler | 32     |
| Fontes: |                   |        |

| Pos.    | Construtor         | Pontos |
| ------- | ------------------ | ------ |
| 1       | Lotus-Ford         | 86     |
| 2       | Brabham-Alfa Romeo | 53     |
| 3       | Ferrari            | 40     |
| 4       | Tyrrell-Ford       | 36     |
| 5       | Ligier-Matra       | 19     |
| Fontes: |                    |        |

- Nota: Somente as primeiras cinco posições estão listadas e os campeões da temporada surgem grafados em negrito. As dezesseis etapas de 1978 foram divididas em dois blocos de oito e neles cada piloto podia computar sete resultados válidos. Dentre os construtores era atribuída apenas a melhor pontuação de cada equipe por prova.